# Bóng chày tại Thế vận hội Mùa hè
Nội dung bóng chày tại Thế vận hội Mùa hè ra mắt một cách không chính thức tại Thế vận hội 1904 ở St. Louis và lần đầu tiên được đưa vào thi đấu như một môn thể thao trình diễn tại Thế vận hội 1912 ở Stockholm. Nó đã trở thành một môn thể thao Olympic chính thức tại Thế vận hội 1992 ở Barcelona, sau đó được xuất hiện đều đặn ở mỗi kỳ Đại hội tiếp theo cho đến Thế vận hội 2008 ở Bắc Kinh. Môn thể thao này sau đó đã bị loại khỏi chương trình thi đấu, cho đến khi được quay trở lại tại Thế vận hội 2020 ở Tokyo cho một lần xuất hiện duy nhất. Sắp tới, bóng chày dự kiến sẽ là một phần của Thế vận hội 2028 ở Los Angeles.
Môn bóng chày tại Thế vận hội được điều hành bởi liên đoàn bóng chày và bóng mềm thế giới (WBSC).

## Lịch sử
Mặc dù ít được ghi lại, nhưng môn bóng chày lần đầu tiên đã xuất hiện ngay từ Thế vận hội St. Louis năm 1904. Tám năm sau, vào năm 1912, tại Thế vận hội Stockholm,  Hoa Kỳ đã đối đầu với với chủ nhà  Thụy Điển và giành chiến thắng 13–3. Bóng chày cũng được chơi tại Thế vận hội Mùa hè 1924 ở Paris, nơi mà  Hoa Kỳ đánh bại chủ nhà  Pháp với tỷ số 5–0 trong một trận đấu biểu diễn kéo dài bốn hiệp. Tại Thế vận hội Berlin 1936, hai câu lạc bộ của Hoa Kỳ đã đối đầu với nhau trước khoảng 90.000–100.000 khán giả tại SVĐ Olympic. Nội dung bóng chày tại Thế vận hội Helsinki 1952 được tổ chức theo một biến thể của môn thể thao này, được gọi là bóng chày Phần Lan (tiếng Phần Lan: pesäpallo), do hai câu lạc bộ của Phần Lan thi đấu. Tại Thế vận hội 1956 ở Melbourne, chủ nhà  Úc đã chơi một trận đấu biểu diễn với  Hoa Kỳ (với gần 114.000 khán giả theo dõi, trận đấu tại Melbourne Cricket Ground này đã giữ kỷ lục là trận bóng chày biểu diễn có lượng khán giả dự khán cao nhất từ trước đến nay cho đến khi một trận đấu khác vào năm 2008 của chính  Hoa Kỳ tại Los Angeles phá vỡ kỷ lục trên với gần 120.000 khán giả). Chủ nhà  Nhật Bản của Thế vận hội Tokyo 1964 cũng đã có một trận đấu biểu diễn với  Hoa Kỳ.
Sau hai mươi năm gián đoạn, bóng chày tại Thế vận hội (được IOC dán nhãn là một môn thể thao biểu diễn) đã quay trở lại nhưng với thể thức là một giải đấu chính thống tại Thế vận hội Los Angeles 1984 mà không còn bị xem là một môn trình diễn đơn thuần. Đến Thế vận hội Seoul 1988, nó lại bị gọi là một môn thể thao trình diễn.  Nhật Bản đã đánh bại  Hoa Kỳ trong trận chung kết đúng nghĩa đầu tiên trong lịch sử giải đấu vào năm 1984. Đến năm 1988 thì đội bóng xứ cờ hoa đã phục thù thành công đại diện của châu Á.
Nội dung bóng chày chỉ dành cho các vận động viên nam nghiệp dư vào các kỳ Barcelona 1992 và Atlanta 1996. Do đó, hầu như ở tất cả mọi quốc gia kể cả Hoa Kỳ đều chỉ chú tâm phát triển bóng chày chuyên nghiệp dựa trên các cầu thủ đại học, trong khi đó Cuba có sự đầu tư nghiêm túc hơn và luôn sử dụng những vận động viên giàu kinh nghiệm nhất của mình, những người về mặt kỹ thuật được coi là nghiệp dư vì trên danh nghĩa họ còn đảm nhiệm các công việc khác trong cuộc sống ngoài việc chơi bóng chày, nhưng trên thực tế thì họ vẫn được đào tạo bóng chày trong phần lớn thời gian. Vào năm 2000, khi mà các cầu thủ chuyên nghiệp đã được chấp nhận để tham dự Thế vận hội, thì ban tổ chức của giải bóng chày nhà nghề Mỹ (MLB) lại từ chối nhả cầu thủ của mình cho đội tuyển quốc gia ở ba kỳ Thế vận hội liên tiếp: Sydney 2000, Athens 2004 và Bắc Kinh 2008, và tình hình sau đó chỉ thay đổi một chút: đội tuyển Cuba vẫn sử dụng những cầu thủ tốt nhất của họ, trong khi đội tuyển Hoa Kỳ lại tiếp tục sử dụng những cầu thủ nhỏ tuổi vốn không có nhiều kinh nghiệm. IOC viện dẫn sự vắng mặt của những cầu thủ xuất sắc nhất từ các đội tuyển là lý do chính khiến môn bóng chày bị loại khỏi chương trình thi đấu của Thế vận hội.
Ngược lại, Hiệp hội bóng chày chuyên nghiệp Nhật Bản đã tạm dừng mùa giải quốc nội năm 2021 và cho phép các cầu thủ của mình thi đấu tại Thế vận hội 2020.
Tại cuộc họp của IOC vào ngày 7 tháng 7 năm 2005, bóng chày và bóng mềm đã bị loại khỏi Thế vận hội 2012 ở London, trở thành môn thể thao đầu tiên bị loại khỏi chương trình thi đấu chính thức kể từ khi polo bị loại khỏi Thế vận hội Berlin 1936. Điều này đã trực tiếp khiến cho 16 đội tuyển bóng chày và bóng mềm hàng đầu thế giới và hơn 300 vận động viên không thể góp mặt tại nước Anh. Hai vị trí bị bỏ trống này sau đó đã được IOC xem xét bù lại bằng môn golf và bóng bầu dục ở Thế vận hội Rio 2016. Đề xuất này được tái khẳng định vào ngày 9 tháng 2 năm 2006. Trên khán đài trong trận tranh huy chương đồng bóng chày của Thế vận hội Bắc Kinh 2008 giữa  Hoa Kỳ và  Nhật Bản, người đứng đầu IOC lúc đó, ông Jacques Rogge, đã được phỏng vấn bởi phóng viên Mark Newman của MLB.com (trang web chính thức của giải bóng chày nhà nghề Mỹ) và trích dẫn các tiêu chí khác nhau để bóng chày quay trở lại với sự kiện thể thao danh giá nhất hành tinh: "Có mặt trong chương trình thi đấu của Thế vận hội là một vấn đề nơi bạn cần tính phổ biến càng nhiều càng tốt. Bạn cần phải có một môn thể thao với những điều sau đây, bạn cần phải có những cầu thủ giỏi nhất và bạn cần phải tuân thủ nghiêm ngặt những tiêu chí của cơ quan phòng chống doping thế giới (WADA). Và đây là những tiêu chuẩn cần phải được đáp ứng. Khi bạn có tất cả những điều đó, bạn phải thu phục được trái tim. Bạn có thể thu phục được lý trí, nhưng bạn vẫn phải thu phục được trái tim (ý nói về sự đồng ý về mặt pháp lý của các thành viên của WADA cùng với của ban tổ chức)”. Vào tháng 8 năm 2009, tại cuộc họp của Hội đồng IOC ở Berlin đã chính thức quyết định rằng môn bóng chày cũng sẽ không được đưa vào Thế vận hội Rio 2016.
Vào ngày 1 tháng 4 năm 2011, IBAF và ISF thông báo rằng họ đang chuẩn bị một đề xuất chung để khôi phục sự góp mặt của cả hai môn thể thao này tại Thế vận hội Tokyo 2020.
Vào tháng 8 năm 2011, một nguồn tin chính thống về Thế vận hội là Around the Rings Lưu trữ ngày 5 tháng 4 năm 2012 tại Wayback Machine báo cáo rằng ISF và IBAF sẽ không vội vàng đưa ra bất kỳ một đề xuất riêng lẻ nào, và vẫn đang làm việc để thành lập một ủy ban tạm thời để phân tích về độ triển vọng của một đề xuất chung. Chủ tịch IBAF Riccardo Fraccari cho biết: “Trước đây, bóng chày và bóng mềm chỉ là những môn thể thao hoạt động một cách đơn lẻ, và kết quả là hai môn này bị loại khỏi chương trình thi đấu”, ông cũng nói về nỗ lực kéo dài hàng thập kỷ của hai tổ chức trên để đưa môn thể thao này vào Thế vận hội.
Vào ngày 8 tháng 9 năm 2013, IOC đã bỏ phiếu để mang môn đấu vật quay trở lại Thế vận hội, đánh bại cuộc đấu thầu chung của bóng chày và bóng mềm cho Tokyo 2020.
Theo các chính sách mới của IOC nhằm chuyển Thế vận hội sang một giải đấu "dựa trên sự kiện" thay vì dựa trên thể thao, ban tổ chức đăng cai giờ đây cũng có thể đề xuất việc bổ sung các môn thể thao vào chương trình bên cạnh các môn thường xuyên xuất hiện. Lần đấu thầu thứ hai để bóng chày và bóng mềm được đưa vào Thế vận hội Tokyo đã được ban tổ chức giải đưa vào danh sách rút gọn vào ngày 22 tháng 6 năm 2015. Vào ngày 3 tháng 8 năm 2016, trong kỳ họp lần thứ 129 của IOC tại Rio de Janeiro, Brasil, ban tổ chức đã phê duyệt danh sách rút gọn bổ sung của Thế vận hội 2020 gồm 5 môn thể thao, trong đó có bóng chày, sẽ được đưa vào chương trình thi đấu chính thức của kỳ Đại hội này. Dù vậy bóng chày sẽ vắng mặt tại Thế vận hội 2024 tại Paris, nhưng dự kiến sẽ được quay trở lại cùng với bóng mềm tại Thế vận hội Los Angeles 2028.

## Kết quả
| Lần | Năm  | Địa điểm  |                 | Chung kết                           | Chung kết             | Chung kết             |                                      | Tranh hạng ba | Tranh hạng ba | Tranh hạng ba |
| Lần | Năm  | Địa điểm  | Huy chương vàng | Tỷ số và địa điểm                   | Huy chương bạc        | Huy chương đồng       | Tỷ số và địa điểm                    | Hạng tư       |               |               |
| 1   | 1992 | Barcelona | · Cuba ·        | 11–1 SVĐ Municipal de L'Hospitalet  | · Đài Bắc Trung Hoa · | · Nhật Bản ·          | 8–3 SVĐ Municipal de L'Hospitalet    | · Hoa Kỳ ·    |               |               |
| 2   | 1996 | Atlanta   | · Cuba ·        | 13–9 SVĐ Atlanta–Fulton County      | · Nhật Bản ·          | · Hoa Kỳ ·            | 10–3 SVĐ Atlanta–Fulton County       | · Nicaragua · |               |               |
| 3   | 2000 | Sydney    | · Hoa Kỳ ·      | 4–0 SVĐ Sydney Showground           | · Cuba ·              | · Hàn Quốc ·          | 3–1 SVĐ Sydney Showground            | · Nhật Bản ·  |               |               |
| 4   | 2004 | Athens    | · Cuba ·        | 6–2 Khu phức hợp Hellinikon Olympic | · Úc ·                | · Nhật Bản ·          | 11–2 Khu phức hợp Hellinikon Olympic | · Canada ·    |               |               |
| 5   | 2008 | Bắc Kinh  | · Hàn Quốc ·    | 3–2 Nhà thi đấu Ngũ Khỏa Tùng       | · Cuba ·              | · Hoa Kỳ ·            | 8–4 Nhà thi đấu Ngũ Khỏa Tùng        | · Nhật Bản ·  |               |               |
| 6   | 2020 | Yokohama  | · Nhật Bản ·    | 2–0 Sân vận động Yokohama           | · Hoa Kỳ ·            | · Cộng hòa Dominica · | 10–6 Sân vận động Yokohama           | · Hàn Quốc ·  |               |               |

## Bảng tổng sắp huy chương
| Hạng               | Đoàn               | Vàng | Bạc | Đồng | Tổng số |
| ------------------ | ------------------ | ---- | --- | ---- | ------- |
| 1                  | Cuba               | 3    | 2   | 0    | 5       |
| 2                  | Hoa Kỳ             | 1    | 1   | 2    | 4       |
| 2                  | Nhật Bản           | 1    | 1   | 2    | 4       |
| 4                  | Hàn Quốc           | 1    | 0   | 1    | 2       |
| 5                  | Úc                 | 0    | 1   | 0    | 1       |
| 5                  | Đài Bắc Trung Hoa  | 0    | 1   | 0    | 1       |
| 7                  | Cộng hòa Dominica  | 0    | 0   | 1    | 1       |
| Tổng số (7 đơn vị) | Tổng số (7 đơn vị) | 6    | 6   | 6    | 18      |

## Vòng loại
Nước chủ nhà luôn được đảm bảo một suất tham dự nội dung bóng chày. Bảy suất còn lại thường được xác định bởi các giải đấu vòng loại châu lục. Đối với Thế vận hội Bắc Kinh 2008,  châu Mỹ có hai suất,  châu Âu có một suất và  châu Á có một suất, ba suất còn lại được dành cho ba quốc gia đứng đầu tại vòng tranh vé vớt. Ở vòng đấu này thường sẽ có sự góp mặt của hai đội hạng ba và hạng tư ở vòng loại châu Mỹ, hai đội hạng nhì và hạng ba ở vòng loại châu Âu, hai đội hạng nhì và hạng ba ở vòng loại châu Á, đội hạng nhất ở vòng loại châu Phi và đội hạng nhất ở vòng loại châu Đại Dương.
Giải đấu vòng loại này mới chỉ bắt đầu được tổ chức từ kỳ hội năm 2008. Nó được tạo ra sau những lời chỉ trích nặng nề về tiêu chuẩn trình độ trước đó. Lý do là bởi trong các kỳ Thế vận hội trước, chỉ có hai đội đến từ châu Mỹ có thể đủ điều kiện tham dự vòng chung kết, mặc dù thực tế là phần lớn các quốc gia có nền bóng chày phát triển bậc nhất trên thế giới đều đến từ khu vực này. Trong khi châu Âu, nơi có nền bóng chày yếu hơn hẳn, cũng có hai suất tham dự.

## Các nước tham gia
Đã có tổng cộng 18 quốc gia tham dự nội dung bóng chày tại Thế vận hội. Các con số trong bảng dưới đây chính là thứ hạng chung cuộc của mỗi đội trong mỗi kỳ hội, thành tích của các đội chủ nhà sẽ được in đậm.
| Quốc gia          | 92 | 96 | 00 | 04 | 08 | 20 | Số lần tham dự |
| ----------------- | -- | -- | -- | -- | -- | -- | -------------- |
| Úc                |    | 7  | 6  | 2  |    |    | 3              |
| Canada            |    |    |    | 4  | 6  |    | 2              |
| Trung Quốc        |    |    |    |    | 8  |    | 1              |
| Đài Bắc Trung Hoa | 2  |    |    | 5  | 5  |    | 3              |
| Cuba              | 1  | 1  | 2  | 1  | 2  |    | 5              |
| Cộng hòa Dominica | 6  |    |    |    |    | 3  | 2              |
| Hy Lạp            |    |    |    | 7  |    |    | 1              |
| Israel            |    |    |    |    |    | 5  | 1              |
| Ý                 | 7  | 6  | 7  | 8  |    |    | 4              |
| Nhật Bản          | 3  | 2  | 4  | 3  | 4  | 1  | 6              |
| Hàn Quốc          |    | 8  | 3  |    | 1  | 4  | 4              |
| México            |    |    |    |    |    | 6  | 1              |
| Hà Lan            |    | 5  | 5  | 6  | 7  |    | 4              |
| Nicaragua         |    | 4  |    |    |    |    | 1              |
| Puerto Rico       | 5  |    |    |    |    |    | 1              |
| Nam Phi           |    |    | 8  |    |    |    | 1              |
| Tây Ban Nha       | 8  |    |    |    |    |    | 1              |
| Hoa Kỳ            | 4  | 3  | 1  |    | 3  | 2  | 5              |
| Số đội tham dự    | 8  | 8  | 8  | 8  | 8  | 6  |                |